# 王學益
王學益（1495年—1561年），字虞卿，號太廓，江西吉安府安福縣人，民籍，明朝政治人物。南京兵部尚書王学夔之弟。

## 生平
正德八年（1513年）癸酉科江西鄉試第四十二名舉人。嘉靖八年（1529年）中式己丑科會試第四名，登第二甲第十一名進士。初授工部都水司主事，改刑部主事，嘉靖十年与户部主事庄一俊主考陕西乡试。改兵部武库司，清理京卫及各省军伍。遷职方司员外郎，进郎中。十九年十一月升福建按察司副使，不久以陕西军功量升京职，授应天府府丞，二十四年七月升都察院右佥都御史、巡抚贵州。二十六年闰九月因镇压贵州铜仁、湖广镇筸叛苗不力，被巡按御史袁凤鸣弹劾养寇玩兵，诏锦衣卫差官校逮至京师诏狱，後被革职释放。
之后贵州守臣上其平苗功，嘉靖二十九年（1550年）九月起复任南京都察院右佥都御史、提督操江，十二月改任都察院右佥都御史、协管院事，三十年五月升左副都御史、协管院事，三十一年十月升刑部右侍郎，兵部员外郎杨继盛弹劾严嵩十条罪状，被下狱，由刑部定罪，王学益为严嵩党羽，受其嘱托，判处继盛绞刑。三十二年六月轉左侍郎，三十三年十月升南京都察院右都御史，三十四年九月以疾乞休。诏许回籍调理。三十六年三月起复任总理河道右都御史，九月升南京工部尚书，未赴任，因病请休，十月令以右都御史原职致仕。嘉靖四十年去世，享年六十七。

## 家族
曾祖王循紀，曾任壽官；祖父王珉，曾任壽官；父王稼，封吏部員外郎。母顏氏（封宜人）。严侍下。兄王学夔，南京太仆寺少卿；王学孔，推官；王学龙；王学舜（举人贡士）；王学吾（举人贡士）。